# Montecarlo rosso riserva
Il Montecarlo rosso riserva è un vino DOC la cui produzione è consentita nella provincia di Lucca.

## Caratteristiche organolettiche
- colore: rosso rubino tendente al granato con l'invecchiamento.
- odore: vinoso, intenso, caratteristico, etereo nei vini invecchiati.
- sapore: asciutto, sapido, vellutato con l'invecchiamento.

## Produzione
Provincia, stagione, volume in ettolitri
- nessun dato disponibile